# Dreiband-Europameisterschaft für Nationalmannschaften 1987

Logo CEB (ausrichtender Verband)

Die Dreiband-Europameisterschaft für Nationalmannschaften 1987 war die 2. Auflage dieses Turniers, dass in der Billardvariante Dreiband ausgetragen wurde. Sie fand vom 26. bis zum 28. Juni 1987 in Barcelona statt.

## Spielmodus
Es nahmen zehn Mannschaften an dieser EM teil, wobei Spanien als Ausrichter für die Finalrunde gesetzt war. Die anderen sechs Mannschaften spielten in zwei Qualifikationsrunden die restlichen Teilnehmer an der Finalrunde aus. Die Partiedistanz betrug 30 Punkte. Jeder spielte gegen beide Spieler der gegnerischen Mannschaft.
Bei Punktegleichstand wird wie folgt gewertet:
1. Matchpunkte (MP)
2. Partiepunkte (PP)
3. Mannschafts-Generaldurchschnitt (MGD)

## Turnierkommentar
Schweden verteidigte in Barcelona erfolgreich seinen EM-Titel. Der erfolgreichste Spieler war Lennart Blomdahl mit sieben Siegen in acht Begegnungen.

## Teilnehmende Nationen
| Nation      | Runde | Spieler 1          | Spieler 2        |
| ----------- | ----- | ------------------ | ---------------- |
| Schweden    | Q     | Torbjörn Blomdahl  | Lennart Blomdahl |
| Belgien     | Q     | Paul Stroobants    | Leon DeVreese    |
| Niederlande | Q     | ?                  | ?                |
| Dänemark    | Q     | Kurt Thøgersen     | Tonny Carlsen    |
| Frankreich  | Q     | Albert Lasserre    | Jean Marty       |
| Spanien     | F     | Claudio Nadal      | Jose Quetglas    |
| Österreich  | Q     | Wolfgang Anreitter | Franz Stenzel    |
| Italien     | Q     | ?                  | ?                |
| Portugal    | Q     | Jorge Theriaga     | Mario Ribeiro    |
| Schweiz     | Q     | ?                  | ?                |

## Vorqualifikation
| Nation 1 | PP | Pkte | Aufn | MGD   | HS | Nation 2   | PP | Pkte | Aufn | MGD   | HS |
| -------- | -- | ---- | ---- | ----- | -- | ---------- | -- | ---- | ---- | ----- | -- |
| Dänemark | 7  | 120  | 116  | 1,034 |    | Österreich | 1  | 96   | 116  | 0,827 |    |

## Qualifikation
| Nation 1   | PP | Pkte | Aufn | MGD   | HS | Nation 2    | PP | Pkte | Aufn | MGD   | HS |
| ---------- | -- | ---- | ---- | ----- | -- | ----------- | -- | ---- | ---- | ----- | -- |
| Portugal   | 5  |      |      | 0,973 |    | Dänemark    | 3  |      |      | 0,894 |    |
| Schweden   | 8  |      |      | 1,153 |    | Niederlande | 0  |      |      | 0,951 |    |
| Frankreich | 8  |      |      | 0,923 |    | Schweiz     | 0  |      |      | 0,769 |    |
| Belgien    | 6  |      |      | 1,161 |    | Italien     | 2  |      |      | 0,987 |    |

## Finalrunde
| Nation 1 | PP | Pkte | Aufn | MGD   | HS | Nation 2   | PP | Pkte | Aufn | MGD   | HS |
| -------- | -- | ---- | ---- | ----- | -- | ---------- | -- | ---- | ---- | ----- | -- |
| Spanien  | 6  | 118  | 108  | 1,092 | 5  | Frankreich | 2  | 87   | 108  | 0,805 | 5  |
| Belgien  | 6  | 113  | 144  | 0,794 | 10 | Portugal   | 2  | 107  | 144  | 0,743 | 5  |
| Schweden | 4  | 98   | 125  | 0,784 | 11 | Portugal   | 4  | 95   | 125  | 0,760 | 5  |
| Belgien  | 6  | 107  | 113  | 0,946 | 7  | Frankreich | 2  | 99   | 113  | 0,876 | 7  |
| Schweden | 8  | 120  | 108  | 1,111 | 7  | Belgien    | 0  | 83   | 108  | 0,768 | 4  |
| Portugal | 4  | 102  | 121  | 0,842 | 7  | Spanien    | 4  | 111  | 121  | 0,917 | 7  |
| Schweden | 8  | 120  | 102  | 1,176 | 8  | Frankreich | 0  | 105  | 102  | 1,029 | 7  |
| Belgien  | 4  | 103  | 124  | 0,830 | 5  | Spanien    | 4  | 115  | 124  | 0,927 | 6  |
| Portugal | 4  | 104  | 111  | 0,936 | 6  | Frankreich | 4  | 110  | 111  | 0,990 | 6  |
| Spanien  | 4  | 114  | 111  | 1,027 | 5  | Schweden   | 4  | 112  | 111  | 1,009 | 6  |

## Abschlusstabelle Finalrunde
| MP    | Match Punkte (Sieger = 2; Unentschieden = 1; Verlierer = 0) |
| SV    | Satzverhältnis (nur bei Turnieren im Satzsystem)            |
| Pkte. | Erzielte Karambolagen                                       |
| Aufn. | benötigte Aufnahmen                                         |
| GD    | Generaldurchschnitt                                         |
| MGD   | Mannschafts-Generaldurchschnitt                             |
| BED   | Bester Einzeldurchschnitt eines Spielers                    |
| BEMD  | Bester Einzeldurchschnitt einer Mannschaft                  |
| BSD   | Bester Satzdurchschnitt eines Spielers                      |
| HS    | Höchstserie                                                 |
| WRP   | Weltranglistenpunkte                                        |

| Platz | Nation     | MP | G-U-V | PP    | Pkt. | Aufn. | MGD   | BEMD  | HS |
| ----- | ---------- | -- | ----- | ----- | ---- | ----- | ----- | ----- | -- |
| 1     | Schweden   | 6  | 2-2-0 | 24:8  | 450  | 446   | 1,008 | 1,176 | 11 |
| 2     | Spanien    | 5  | 1-3-0 | 18:14 | 458  | 464   | 0,987 | 1,092 | 7  |
| 3     | Belgien    | 5  | 2-1-1 | 16:16 | 406  | 489   | 0,830 | 0,946 | 10 |
| 4     | Portugal   | 3  | 0-3-1 | 14:18 | 408  | 501   | 0,814 | 0,936 | 7  |
| 5     | Frankreich | 1  | 0-1-3 | 8:24  | 401  | 434   | 0,923 | 0,990 | 7  |